# Szkło metaliczne

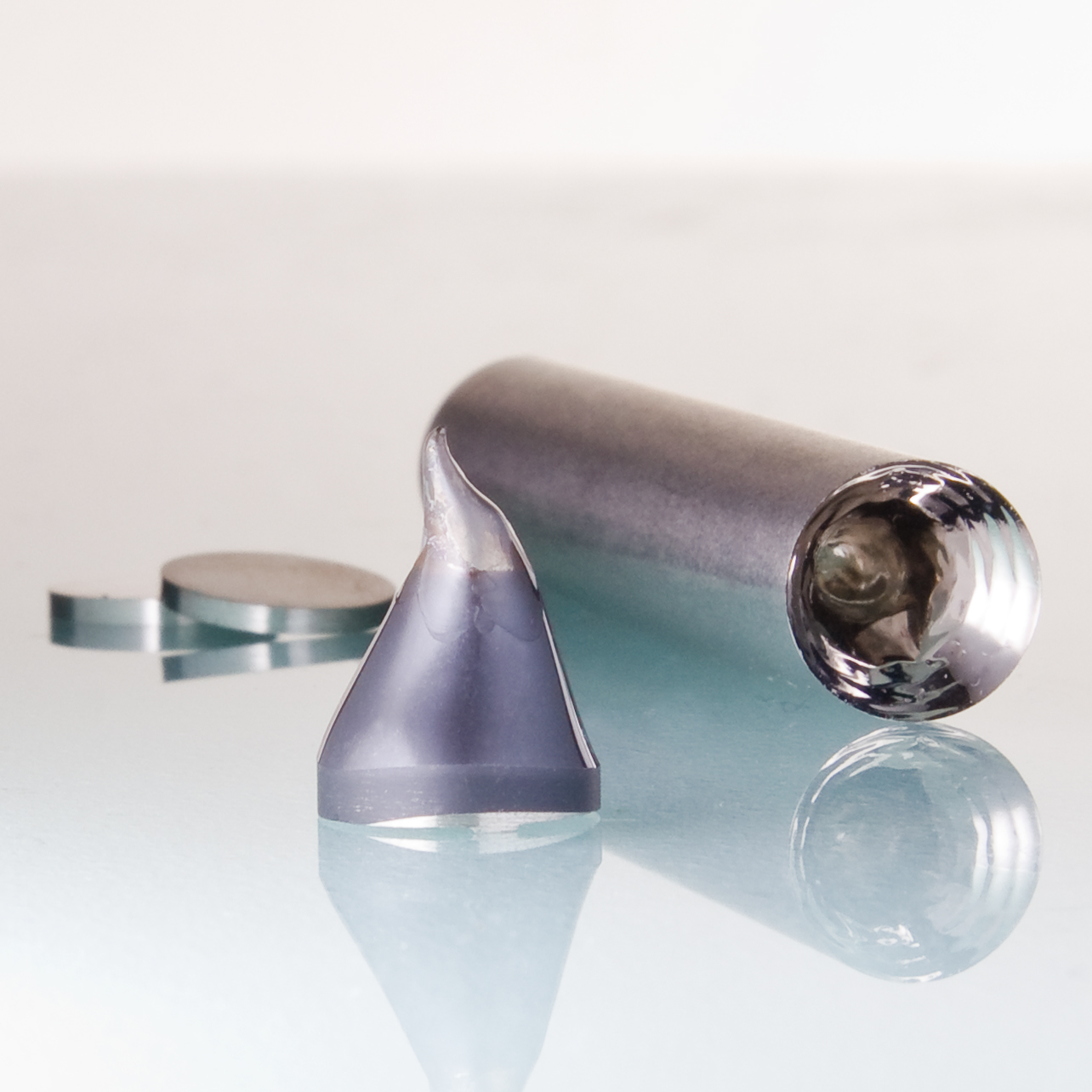
Szkło metaliczne Vitreloy 4

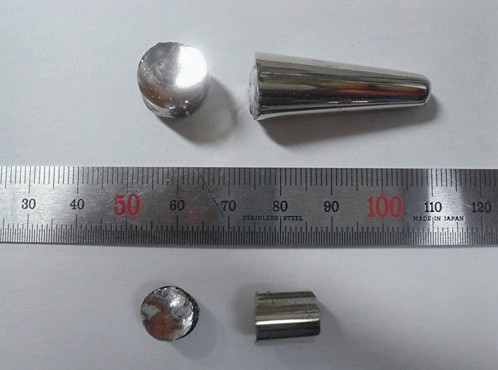
Próbki szkła metalicznego

Szkło metaliczne (metal amorficzny) – stały materiał metaliczny, zazwyczaj stop metali, czasem z udziałem niemetali, poddany szybkiemu schłodzeniu (rzędu 106 K/s) z temperatury wyższej od temperatury topnienia do temperatury niższej od temperatury zeszklenia. Uzyskany materiał ma strukturę nieuporządkowaną – amorficzną, co prowadzi do znacznej zmiany jego parametrów fizycznych. 

## Historia
Pierwsze wzmianki o zauważeniu struktury amorficznej przez kondensację par metali w bardzo niskich temperaturach pochodzą z 1936 oraz 1954 roku. Powstała ona przypadkowo podczas przygotowań do innego eksperymentu, a do dzisiaj trwają dyskusje czy nie była to jedynie struktura bardzo drobno-krystaliczna. Pierwszy potwierdzony metal amorficzny (stop złota z krzemem, Au75Si25) został wyprodukowany w roku 1960 w Caltech. Ten i inne metale amorficzne otrzymywane w tamtym okresie były produkowane przez ekstremalnie szybkie schładzanie (szybkość rzędu miliona kelwinów na sekundę). Z tego powodu można było produkować tylko kształty o jednym z wymiarów rzędu mikrometrów (taśmy, folie, druty, itd).
W latach 90. XX wieku odkryto stopy tworzące metale amorficzne przy szybkości schładzania rzędu 1 K/s. Umożliwiło to produkowanie kształtek o wymiarach centymetrowych. Wytwory o większych wymiarach nazywane są masywnymi szkłami metalicznymi (ang. BMG – Bulk Metallic Glasses). 
Pierwszy komercyjny metal amorficzny został wprowadzony na rynek w roku 1992 pod nazwą Vitreloy 1 (41,2% Zr, 13,8% Ti, 12,5% Cu, 10% Ni, oraz 22,5% Be). Stop ten został opracowany przez Caltech pod egidą Departamentu Energii USA oraz NASA.
Współcześnie (2020), materiały najlepiej tworzące szkła metalowe oparte są na stopach cyrkonu, platyny oraz palladu, ale znanych jest wiele stopów amorficznych żelaza, tytanu, miedzi, magnezu i szeregu innych pierwiastków.

## Wytwarzanie
Przy schładzaniu ciekłego stopu metali mogą zajść dwa konkurencyjne zjawiska – krystalizacja lub witryfikacja. Podczas krystalizacji następuje uporządkowanie struktury wewnętrznej stopu oraz utworzenie komórek elementarnych. Jeśli jednak chłodzenie zajdzie odpowiednio szybko, nieuporządkowana struktura atomów z cieczy zostaje zachowana przez brak możliwości tak szybkiego fizycznego przemieszczenia molekuł przy gwałtownie wzrastającej lepkości i zmniejszającej się wraz ze spadkiem temperatury energii kinetycznej cząstek. W tak powstałym materiale można jedynie wyróżnić występowanie klastrów uporządkowania bliskiego zasięgu, jednak nie występują powtarzające się komórki elementarne. Dla opisania pożądanej szybkości chłodzenia stosuje się parametr Rc oznaczający krytyczną szybkość chłodzenia w K/s pozwalającą na uzyskanie struktury amorficznej w danym stopie oraz pojęcie średnicy krytycznej oznaczającej jak grubemu fragmentowi materiału można zapewnić strukturę całkowicie amorficzną podczas szybkiego chłodzenia. Jeśli średnica krytyczna zostanie przekroczona, środek próbki materiału nie będzie miał zapewnionej dostatecznej szybkości chłodzenia i wytworzy się w nim struktura krystaliczna. Stopy o wyższej zdolności tworzenia struktury amorficznej (ang. GFA – Glass-forming ability) charakteryzuje niższa Rc oraz wyższa średnica krytyczna.  W efekcie uzyskuje się materiał metaliczny o budowie amorficznej zwany szkłem metalicznym, jeśli chłodzenie przebiega ze stanu ciekłego. Najlepsze efekty daje zastosowanie stopów wieloskładnikowych o znacząco różnych (12%) promieniach atomowych składników. Atomy o różnej wielkości szczelnie wypełniają wtedy dostępną przestrzeń, ograniczając swoją swobodę ruchów, a przez to też zdolność do porządkowania się w strukturę krystaliczna podczas chłodzenia. Ważnym aspektem jest też duża czystość składników, aby ograniczyć liczbę istniejących w płynnym stopie zarodków krystalizacji. 
Stopy amorficzne można wytwarzać m.in. poprzez:
- odlewanie stopu na wirujący i chłodzony wodą bęben (np. Fe-Ni)[1]
- naparowanie w próżni na podłoże ochłodzone do temperatury −196 °C (np. Cu-Ag)[1]
- elektroosadzanie[1]
- odlewanie próżniowe w formach miedzianych (np. stopy na bazie Zr)[11]
- syntezę mechaniczną (np. Fe-Zr, Ni-Zr, Co-Zr)[12]

Szkłem tradycyjnie nazywany jest materiał amorficznych otrzymywany poprzez chłodzenie ze stanu ciekłego więc, dla ścisłości, materiały otrzymywane ze stanu gazowego (np. przez naparowywanie) lub stałego (np. przez syntezę mechaniczną) nie powinny być nazywane szkłami metalicznymi lecz stopami lub metalami amorficznymi. Nazewnictwo jest jednak w tym wypadku płynne i zazwyczaj używane wymiennie dla materiałów metalicznych bez struktury krystalicznej.

## Właściwości
Wytworzone w ten sposób materiały charakteryzują się znacznie innymi parametrami niż metale krystaliczne, a bardziej przypominającymi klasyczne szkło. Między innymi znacznie wyższą odpornością na korozję, twardością, granicą plastyczności, oporem elektrycznym oraz mniejszym zakresem odkształcenia plastycznego i mniejszą wartością modułu Younga. Szkła metaliczne charakteryzują się również ciągłą zmianą lepkości w funkcji temperatury (nie posiadają jednej określonej temperatury topnienia), co oznacza, że miękną w szerokim zakresie temperatur.
Szkło metaliczne wykazuje dużą rezystywność rzędu 50–300×10−8 Ω·m (dla porównania rezystywność czystego srebra w t. pok. wynosi ok. 1,6×10−8, a żelaza 10×10−8 Ω·m).
Taśmy amorficzne wykonane ze stopów na bazie żelaza lub kobaltu mają właściwości magnetyczne przewyższające tradycyjne materiały magnetycznie miękkie stosowane w maszynach elektrycznych, takie jak stal transformatorowa czy blacha elektrotechniczna.

## Temperatury charakterystyczne
Temperatura zeszklenia Tg obrazuje temperaturę, poniżej której materiał przechodzi całkowicie w amorficzny stan stały (lepkość jest niemierzalnie duża i zmienia się współczynnik rozszerzalności cieplnej) przy zachowaniu krytycznej szybkości chłodzenia. Temperatura ta nie jest stała dla określonego składu chemicznego stopu, lecz zależna jest, w pewnym zakresie, od szybkości chłodzenia. Jako Tm oznacza się temperaturę topnienia/krzepnięcia stopu, poniżej której zaczyna się krystalizacja w przypadku standardowego chłodzenia. Aby zahamować krystalizację należy z dużą szybkością (większą niż Rc dla danego stopu) przejść przez obszar między Tm, a Tg co doprowadzi do zachowania struktury podobnej do cieczy w ciele stałym. Pomiędzy tymi temperaturami leży temperatura krystalizacji Tx oznaczająca temperaturę, powyżej której, przy ogrzewaniu stopu amorficznego z temperatury poniżej Tg, struktura stopu zamieni się z powrotem na całkowicie krystaliczną, na skutek zwiększonej ruchliwości atomów w podwyższonej temperaturze i zachodzącej reorganizacji struktury. Pomiędzy temperaturami Tg i Tx leży obszar cieczy przechłodzonej ΔTx, w którym lepkość mieści się w zakresie umożliwiającym kształtowanie, lecz kinetyka krystalizacji jest na tyle powolna, aby przetwórstwo było możliwe bez natychmiastowej utraty struktury amorficznej. Szerokość tego obszaru bezpośrednio określa stabilność temperaturową danego stopu. Podczas ogrzewania następuje spadek lepkości po przekroczeniu temperatury Tg i jej kolejny wzrost po przekroczeniu temperatury Tx, co spowodowane jest przejściem materiału w stan krystaliczny, w którym nie występują zmiany lepkości wraz z temperaturą, aż do osiągnięcia temperatury topnienia Tm.